# This Christmas Day
This Christmas Day es el quinto álbum de estudio de la cantante y compositora británica Jessie J. Fue lanzado por Republic Records el 26 de octubre de 2018. El álbum presenta colaboraciones con los productores David Foster, Babyface, Rodney Jerkins, Jimmy Jam y Terry Lewis.

## Antecedentes
El álbum fue grabado en dos semanas, mientras la interpreté realizaba su gira ROSE Tour en 2018, tanto en Europa como en Los Ángeles. Jessie J declaró que su decisión de crear el álbum fue de último minuto, y que trabajar con los productores en el álbum, fue un "sueño hecho realidad". En el álbum, «This Christmas Day» es la única canción original, con letra escrita por Jessie J y producción de Rodney Jerkins.
Para la promoción del álbum Jessie J publicó el vídeo lírico del tema «Santa Claus Is Comin’ To Town» el 6 de diciembre de 2018.

## Lista de canciones
| This Christmas Day |                                               |                                            |                                          |          |  |
| N.º                | Título                                        | Escritor(es)                               | Producer(s)                              | Duración |  |
| 1.                 | «Santa Claus Is Comin' to Town»               | Haven Gillespie y J. Fred Coots            | David Foster                             | 3:07     |  |
| 2.                 | «Man with the Bag»                            | Dudley Brooks, Irving Taylor y Hal Stanley | Courtney Ballard y Kuk Harrell           | 2:43     |  |
| 3.                 | «Rockin' Around the Christmas Tree»           | Johnny Marks                               | Darkchild y Marvin Hemmings              | 2:19     |  |
| 4.                 | «Jingle Bell Rock»                            | Joseph Beal y James Boothe                 | Darkchild y Hemmings                     | 2:39     |  |
| 5.                 | «Rudolph the Red-Nosed Reindeer/Jingle Bells» | Marks y James Pierpont                     | Jimmy Jam and Terry Lewis y John Jackson | 4:21     |  |
| 6.                 | «Let It Snow»                                 | Julius Stein y Sammy Cahn                  | Jimmy Jam and Terry Lewis y Jackson      | 2:05     |  |
| 7.                 | «Winter Wonderland» (featuring Boyz II Men)   | Richard B. Smith y Felix Bernard           | Babyface, Antonio Dixon y Demonte Posey  | 2:43     |  |
| 8.                 | «The Christmas Song» (featuring Babyface)     | Robert Wells y Mel Tormé                   | Babyface y Dixon                         | 4:05     |  |
| 9.                 | «This Christmas Day»                          | Jessica Cornish y Rodney Jerkins           | Rodney Jerkins                           | 3:45     |  |
| 10.                | «White Christmas»                             | Irving Berlin                              | Babyface y David Nathan                  | 3:26     |  |
| 11.                | «Silent Night»                                | Joseph Mohr                                | Foster                                   | 3:48     |  |